# Phú Lê
Phú Lê, tên thật là Lê Văn Phú (sinh ngày 13 tháng 8 năm 1980) là một giang hồ mạng, ca sĩ, diễn viên nghiệp dư người Việt Nam nổi tiếng trên mạng xã hội. Anh được biết đến là người thường xuyên rao giảng đạo đức, "nghĩa khí giang hồ" trên kênh YouTube có gần 2 triệu lượt đăng ký của mình.
Nổi tiếng trên mạng xã hội và nhanh chóng trở thành một hiện tượng mạng, Phú Lê được biết đến dưới vai trò ca sĩ, diễn viên nghiệp dư khi tham gia một số sự kiện về âm nhạc, đóng video âm nhạc hoặc những phim ngắn về chủ đề giang hồ. Nội dung các MV này xoay quanh chủ đề mâu thuẫn giang hồ, tình anh em giang hồ vượt qua khó khăn. Trong đó, bài hát nổi tiếng nhất của anh là "Đời là thế thôi" với câu "Khổ trước sướng sau thế mới giàu" đã trở thành một câu cửa miệng của giới trẻ đã thu về hơn 146 triệu lượt xem trên YouTube trước khi bị gỡ.
Phú Lê được biết là có mối quan hệ giao lưu với các giang hồ mạng có tiếng tăm khác như Huấn Hoa Hồng, Dương Minh Tuyền, Đường Nhuệ, Dũng Trọc Hà Đông, cũng như chí cốt của người này là Khá Bảnh. Ngày 11 tháng 8 năm 2020, Công an thành phố Hà Nội đã ra quyết định khởi tố bị can đối với Lê Văn Phú về tội Cố ý gây thương tích vì là chủ mưu một vụ hành hung hai người phụ nữ lớn tuổi.

## Tiểu sử
Lê Văn Phú sinh ra và lớn lên tại Yên Bái. Là con út trong một gia đình có bốn người con, Phú được bố mẹ nuông chiều từ nhỏ nên đã sớm chểnh mảng việc học hành. Từ những năm 14, 15 tuổi, Phú đã thể hiện niềm đam mê với nghệ thuật, thường xuyên sao nhãng việc học hành để tham gia các hoạt động phong trào tại địa phương. Năm 1997, Phú Lê bị Tòa án nhân dân tỉnh Yên Bái xử 6 năm tù vì tội mua bán trái phép chất ma túy nhưng rồi được thả ra trước thời hạn. Sau khi ra tù, Phú thường xuyên tụ tập đàn em gây rối, đòi nợ thuê khiến anh một lần nữa bị bắt và bị Tòa án nhân dân tỉnh Yên Bái kết án 2 năm tù về tội Gây rối trật tự công cộng vào năm 2000.
Ra tù, Phú quyết định rời khỏi quê hương, xuống Hà Nội lập nghiệp. Tại đây, anh theo học nghề nấu ăn với hy vọng trở thành một đầu bếp có tiếng. Sau khi tốt nghiệp, anh xin làm tại một số nhà hàng, khách sạn trên địa bàn Hà Nội. Tuy nhiên, vì nhiều lần xảy ra xích mích với đồng nghiệp nên Phú đã bị sa thải. Tiếp đó, Phú phải làm nhiều công việc khác nhau như bán trà đá hay cắt tóc để kiếm sống qua ngày. Một thời gian sau, Phú gặp và nảy sinh tình cảm với một cô gái tên là Lã Thúy Kiều, sinh năm 1985, người Hà Nam.
Hai người sau đó kết hôn với nhau và cùng mở một công ty buôn bán mỹ phẩm. Khi kinh tế gia đình ổn định, Phú Lê quyết định quay trở lại con đường nghệ thuật. Anh bắt đầu đầu tư sản xuất phim, ra mắt MV ca nhạc và đi hát. Nội dung của các MV ca nhạc của Phú Lê xoay quanh chủ đề giang hồ, thu hút lượng người xem rất lớn. Bên cạnh đó, Phú Lê cũng thường xuyên tổ chức livestream trên mạng xã hội để nói về đạo lý giang hồ, giảng giải cách làm người. Anh thường được biết đến với cơ thể phủ kín những hình xăm, đầu trọc. Trong các clip livestream, Phú thường đeo các trang sức bằng vàng như vòng cổ hình đại bàng, nhẫn, lắc tay, đồng hồ, thậm chí cả dây lưng bằng vàng. Phú Lê cùng với những Khá Bảnh, Huấn Hoa hồng, Dương Minh Tuyền, Quang Rambo, được giới 'giang hồ mạng' xếp vào dạng có "tiếng tăm" trên mạng xã hội.

## Công việc kinh doanh
Sau khi gặp được Lã Thúy Kiều, cả hai về sống chung với nhau rồi cùng thành lập công ty TNHH thương mại và tổng hợp Kiều Thiên Phát chuyên kinh doanh đồ gia dụng, mỹ phẩm vào năm 2013. Phú Lê đảm nhận chức phó giám đốc trong khi vợ anh giữ vai trò giám đốc của công ty. Kể từ đó, anh bắt đầu học tập về kinh doanh, quản lý nhân sự và lên ý tưởng, chiến lược bán hàng cho công ty của gia đình.
Tuy nhiên, vào năm 2015, công ty Kiều Thiên Phát bị cơ quan chức năng thành phố Hà Nội xử phạt 50 triệu đồng, thu hồi giấy phép hoạt động vì sản xuất 4 tấn sản phẩm không công bố chất lượng trước khi lưu thông trên thị trường. Tháng 7 năm 2015, ban chỉ đạo Quốc gia chống buôn lậu gian lận thương mại và hàng giả có mặt tại trụ sở kiêm xưởng sản xuất mỹ phẩm của công ty Kiều Thiên Phát và phát hiện nhiều biểu hiện nghi vấn về sản xuất hóa mỹ phẩm kém chất lượng. Theo lời khai báo, công ty đã tự mua hóa chất không rõ nguồn gốc xuất xứ, được đựng trong các thùng không ghi nhãn hiệu, không tem, mác hoặc ghi bằng chữ Trung Quốc, rồi tự pha chế ra các loại sản phẩm. Cũng tại cơ sở sản xuất, cơ quan chức năng thu được nhiều tem nhãn hàng ghi xuất xứ "Made in Germany", tem chống hàng giả của công ty, tem chống hàng giả của bộ Công an.
Sang đến tháng 3 năm 2017, vợ anh tiếp tục thành lập Công ty TNHH Dịch vụ thương mại và Xuất nhập khẩu Thiên Phú, chuyên buôn bán thực phẩm chức năng, thuốc chữa bệnh tại Tân Mai, Hoàng Mai, Hà Nội. Vợ chồng Phú Lê thường xuyên chia sẻ thông tin về công ty này và rao bán các sản phẩm trên mạng xã hội. Vào tháng 4 và 5 năm 2019, Phú Lê cùng vợ bị cơ quan chức năng điều tra do rao bán sản phẩm chưa được cấp giấy phép nhưng quảng cáo có công dụng như thuốc chữa bệnh. Các sản phẩm do công ty Thiên Phú phân phối cũng bị điều tra vì không ghi rõ địa chỉ sản xuất, thành phần gồm có những chất gì.

## Làm nghệ thuật
Ngoài công việc bán hàng cùng vợ, Phú Lê còn lấn sân sang mảng nghệ thuật và YouTube. Kênh Youtube mà anh sở hữu có tới gần hai triệu người đăng ký. Phú Lê từng đóng nhiều MV ca nhạc, nội dung chủ yếu xoay quanh chủ đề mâu thuẫn giang hồ, tình anh em giang hồ vượt qua khó khăn và đề cao sự hiếu thảo với cha mẹ. Các sản phẩm về tình mẫu tử của Phú Lê có sự đầu tư về mặt hình ảnh, thậm chí mời cả những diễn viên chuyên nghiệp tham gia diễn xuất, tỉ như nghệ sĩ Ngọc Tản, Anh Tuấn.
Trong số các sản phẩm của Phú, nổi tiếng nhất là bộ phim Chạm mặt giang hồ và MV ca nhạc "Đời là thế thôi". Chạm mặt giang hồ là sê-ri phim được phát sóng trên Youtube của Phú Lê với góp mặt của Đường Nhuệ (Nguyễn Xuân Đường). Bộ phim có nội dung xoay quanh cuộc sống, tình huynh đệ và nghĩa khí trong giới giang hồ. Các phân cảnh hành động bạo lực trong phim mang phong cách của những bộ phim giang hồ Hông Kông. Dù được êkip sản xuất quảng bá nội dung phim đề cập đến cuộc sống, tình huynh đệ và nghĩa khí trong giới giang hồ, về sự khó khăn, sóng gió của cuộc đời để tiến tới thành công, trở thành những người có ích cho xã hội. Nhưng trên thực tế, phim đã nhận nhiều phản ứng trái chiều từ dân mạng khi ra mắt.
Bên cạnh "Chạm mặt giang hồ", Phú Lê cũng từng đóng chung với Đường Nhuệ trong MV ca khúc "Đời là thế thôi". Ca khúc này, phát hành vào tháng 2 năm 2019, từng cán mốc top 1 trending Youtube và đã thu hút hơn 130 triệu lượt người xem tính đến tháng 9 năm 2020, là một con số đáng mơ ước đối với nhiều ca sĩ chuyên nghiệp Việt Nam trên thị trường hiện nay. Lời bài hát "tình nghĩa anh em chắc có bền lâu" và "khổ trước sướng sau thế mới giàu" trong "Đời là thế thôi" đã trở nên viral và trở thành câu cửa miệng của giới trẻ trong suốt một thời gian.

### Phim
- Người phán xử tiền truyện

## Bị bắt
Đầu ngày 6 tháng 8 năm 2020, vợ chồng Phú Lê bị Công an quận Hoàng Mai, phối hợp cùng Phòng Cảnh sát hình sự, Công an thành phố Hà Nội bắt giữ để làm rõ về hành vi cố ý gây thương tích. Công an thành phố Hà Nội đã xác định được Phú Lê liên quan tới vụ việc gây thương tích đối với bà Nguyễn Thị Nga cùng em gái là bà Nguyễn Thị Bé, trú tại xã Hồng Hà, Đan Phượng, Hà Nội. Hai người phụ nữ bị hai đàn em bịt kín mặt của Phú Lê là Hoàng Văn Thuỵ và Trần Văn Tư, giả vờ là người đến mua chó, rồi lợi dụng sơ hở dùng tuýp sắt đánh bị thương phải nhập viện điều trị vào ngày 3 tháng 8.
Vốn trước đó một người tên là Trần Thị Đào, còn được cư dân mạng biết đến dưới biệt danh là "hot girl xăm trổ" Đào Chile, đã trình báo việc gia đình mình bị một nhóm xã hội đen đến hành hung khiến mẹ và dì phải nhập viện. Đào Chile vốn từng quen biết với vợ chồng Phú Lê khi thực hiện một sản phẩm hài Tết vào năm 2017. Lã Thúy Kiều sau đó đã mời Đào quảng bá sản phẩm cho mình. Sau một thời gian hợp tác, Đào tách ra làm riêng khiến giữa hai bên xảy ra mâu thuẫn. Ngày 18 tháng 7, Đào đã đề cập tới vấn đề trong buổi phát trực tiếp trên trang Facebook cá nhân. Ngay lập tức, Lã Thúy Kiều huy động đàn em đến tìm gặp Đào và treo thưởng ai đánh Đào sẽ được thưởng 20 triệu đồng.
Sau khi điều tra sự việc, cơ quan chức năng đã xác định được những người liên quan tới vụ hành hung trên chính là vợ chồng Phú Lê. Tại cơ quan điều tra, Phú đã thừa nhận toàn bộ hành vi phạm pháp, lấy lý do là vì ức chế khi vợ liên tục bị xúc phạm trong 10 ngày "nên không kiểm soát được hành vi", gây ra vụ cố ý gây thương tích, dù không mâu thuẫn gì với 2 nạn nhân. Anh cũng khai là đã bị "Đào Chile đứng trước cửa nhà với 2-3 anh em xăm trổ chửi bới, sỉ nhục". Bên cạnh vợ chồng Phú Lê, Cục Cảnh sát hình sự Bộ Công an đã triệu tập 16 người khác có liên quan để điều tra, xác minh. Ngày 11 tháng 8, Công an thành phố Hà Nội ra quyết định khởi tố bị can đối với Lê Văn Phú và Hoàng Văn Thụy về tội cố ý gây thương tích.

## Đánh giá
Phú Lê, cũng như bao giang hồ mạng khác, có sức hút mạnh mẽ đối với giới trẻ. Giải thích về điều này, chuyên gia tâm lý Nguyễn Thị Tâm khi chia sẻ với BBC News Tiếng Việt đã cho rằng: "Những người như Phú Lê, Khá Bảnh có điều mà nhiều người thiếu như 'máu anh hùng', có nhiều điều mà bạn trẻ không dám làm, không dám nói và khi thấy người khác làm được điều đó thì họ thích, họ ngưỡng mộ." Bà cũng bổ sung thêm rằng: "Hơn nữa, tuổi trẻ thích sốc, thích thể hiện và khẳng định nên những hình tượng như Phú Lê, Khá Bảnh được yêu thích."
Phân tích về vụ việc Phú Lê bị bắt vào tháng 8 năm 2020, Luật sư Lê Hồng Vân thuộc Đoàn Luật sư Hà Nội cho rằng "thời gian qua, một số cá nhân nổi tiếng trên mạng xã hội không phải vì giỏi giang, có năng lực phi thường mà là do 'tài' đánh đấm, nói tục, chửi bậy, khoe thân, sử dụng chất gây nghiện... Để thu hút sự chú ý của cư dân mạng, đặc biệt là giới trẻ, những đối tượng này thường tung lên mạng những hình ảnh kinh dị, bạo lực, cảnh khỏa thân, đâm chém, đánh đấm, máu me rùng rợn...."